# Terik
Terik is een bestuurslaag in het regentschap Sidoarjo van de provincie Oost-Java, Indonesië. Terik telt 2921 inwoners (volkstelling 2010).